# Tărtășești
Tărtășești es una comuna ubicada en el distrito de Dâmbovița, Rumania.

## Superficie
Posee una superficie de 60,77 kilómetros cuadrados.

## Demografía
Hasta 2021 la población era de 6158 habitantes, con una densidad de población de 101,3 habitantes por kilómetro cuadrado.